# Orțița
Orțița – wieś w Rumunii, w okręgu Marmarosz, w gminie Oarța de Jos. W 2011 roku liczyła 142 mieszkańców.